# Citadelle de Varsovie
La citadelle de Varsovie est l’un des complexes d’architecture défensive les plus imposants et les mieux conservés en Pologne. Située au nord de la capitale polonaise sur une colline surplombant la Vistule, cette forteresse en forme de pentagone entourée d'un profond fossé sec équipée de centaines de canons et d'un garnison, devait renforcer le contrôle des autorités russes sur la ville.
Elle fut bâtie par le tsar Nicolas Ier entre 1832 et 1836 après la répression de l'insurrection polonaise de 1830, pour servir de prison, le tristement célèbre Xe Pavillon, et de centre d'exécution pour les patriotes polonais. Ce lieu de martyre qui a vu défiler près de 40 000 prisonniers, des héros de l'indépendance polonaise, symbolise pour les Polonais leur lutte sans relâche contre l'occupant russe. Plusieurs centaines de prisonniers y ont été exécutés et des milliers ont été déportés en Sibérie.

## Histoire
Le projet de la construction de la citadelle est confié au général commandant Ivan Dehn. La bâtisse qu'il fait ériger se compose de trois bastions et de deux demi-bastions. Plusieurs portes mènent à l'intérieur : la porte d'Alexandre, appelée aussi la porte de la Nouvelle Ville, la porte de Żoliborz et la porte d'Ivan, appelée aussi la porte des Exécutions. Pour sa construction, à laquelle travaillent quelque 2 000 ouvriers russes, on rase une partie de la ville, détruisant maisons et palais et expropriant des milliers d'habitants.
Par la volonté du tsar, la construction est réalisée aux frais des habitants de Varsovie. Son coût évalué à 11 millions de roubles (environ 8,5 tonnes d'or pur ou 128 millions d'euros) laisse la ville totalement exsangue. On y installe 555 canons, dont les obus ont une portée de 1,5 kilomètre et peuvent donc atteindre la Vieille et la Nouvelle Ville. La citadelle n'est pas réellement appelée à jouer un rôle défensif, mais dissuasif. Pendant le soulèvement national de 1863, la garnison russe de la citadelle compte 16 000 soldats.
Les premiers prisonniers qui s'y trouvent dès 1834 sont des militants d’organisations clandestines luttant pour l’indépendance de la Pologne. Les règlements pénitentiaires élaborés à cette époque ont survécu avec des changements mineurs jusqu'en 1915.
Après l’échec de l'insurrection de 1863, environ 10 000 insurgés sont arrêtés. Le chef militaire de l'insurrection Romuald Traugutt et quatre membres du gouvernement national sont pendus publiquement le 5 août 1864.
Les répressions à la suite de la révolution polonaise de 1905 constituent une des périodes les plus tragiques de l'histoire de la citadelle.
Pendant la Première Guerre mondiale, elle est occupée par les Allemands et garde son rôle de prison et de lieu d’exécution.

Pendant la Seconde Guerre mondiale, la citadelle est tenue par la Wehrmacht et les troupes SS et constitue un point fort de soutien pour les autorités allemandes. 

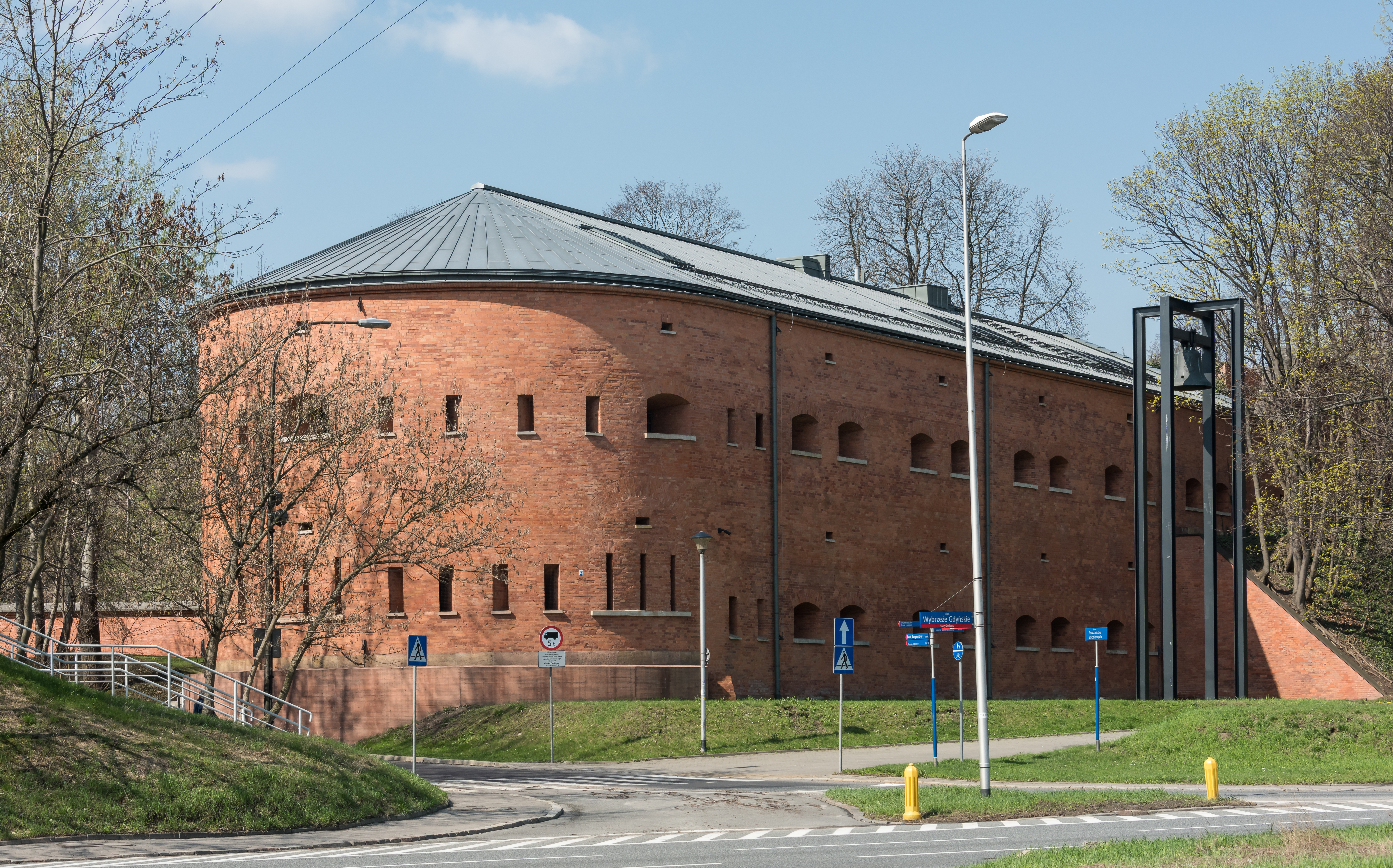
La caponnière sud de la citadelle de Varsovie.

## LeXePavillon
Le Xe Pavillon est le lieu d’une condamnation assurée. Les prisonniers y sont soit pendus, soit envoyés en travaux forcés en Sibérie après une marche de milliers de kilomètres. Sa situation à l’intérieur de l'enceinte de la citadelle rend toute évasion impossible. En contrebas du pavillon et de la porte des Exécutions, se trouve le cimetière des détenus de la citadelle (137 tombes symboliques). C'est là que prirent place à l'époque de nombreuses mises à mort, jusque dans les années 1920.

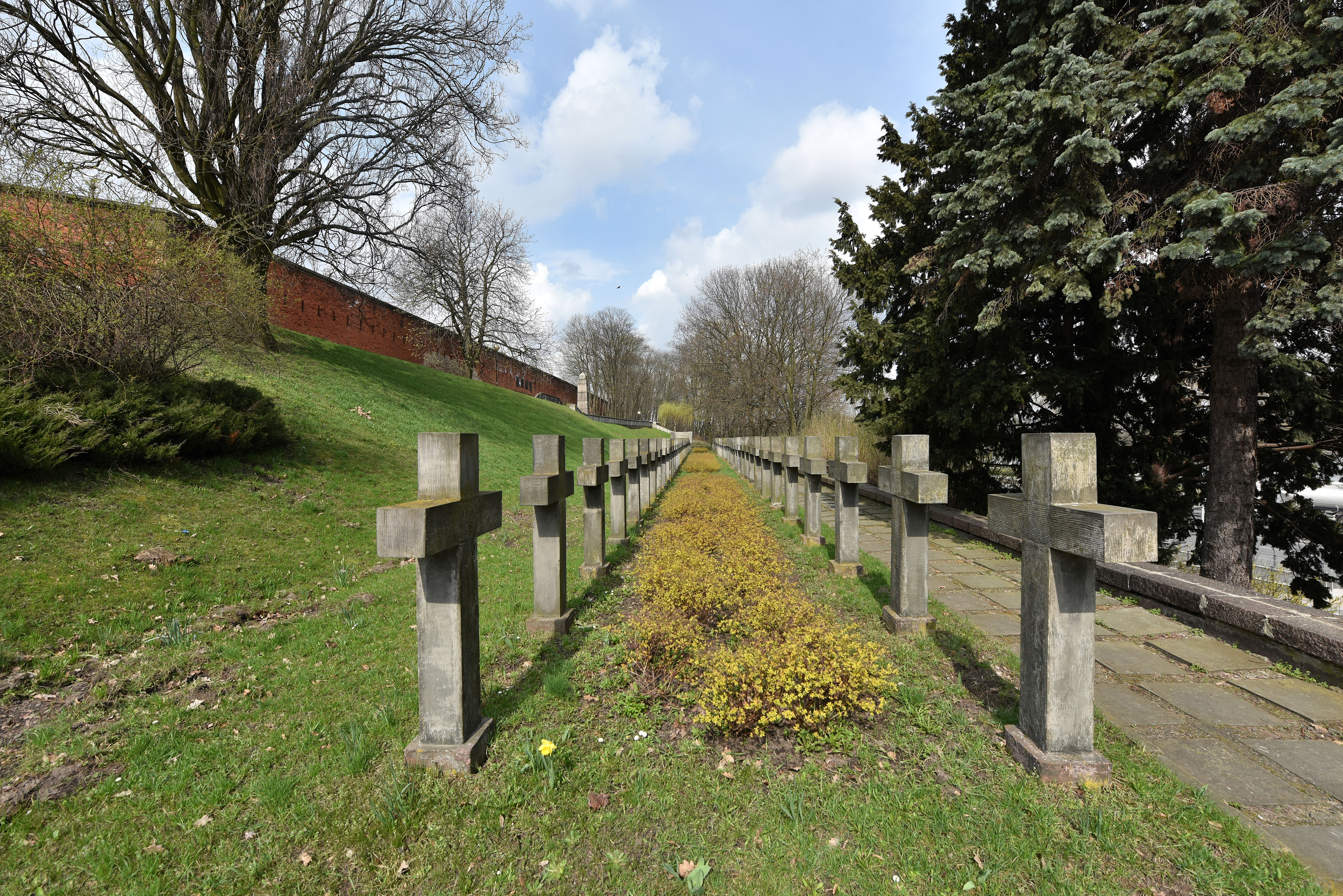
Cimetière symbolique sur les pentes de la citadelle de Varsovie.

## Les prisonniers célèbres
Parmi les prisonniers du Pavillon X se trouvent : Romuald Traugutt, Gustaw Ehrenberg, Piotr Ściegienny, Stefan Okrzeja, Jarosław Dąbrowski, Wacław Sieroszewski, Ludwik Waryński, Roman Dmowski, Józef Piłsudski.

## Musée symbole de la lutte et du martyre du peuple polonais

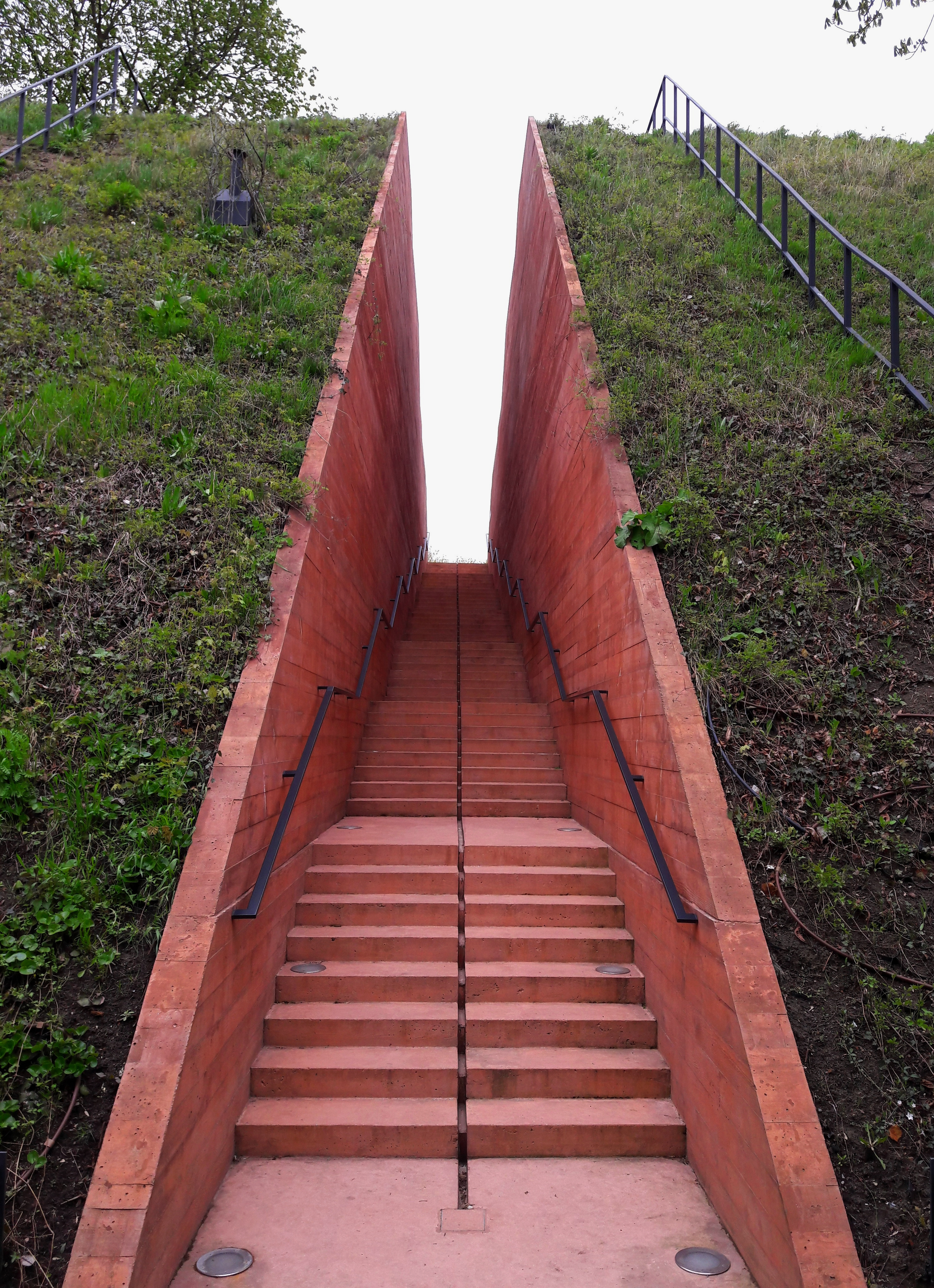
Musée de Katyń.

En novembre 1918, une dépêche radio en provenance de Varsovie annonce la renaissance de la Pologne et l'instauration d’un gouvernement qui « mettra un terme au règne de la violence pesant depuis cent quarante ans sur le destin national. » En d’autres termes, le retour du pays sur les cartes de l'Europe dont il fut rayé par l'action conjointe de ses voisins — l’Autriche, la Prusse et la Russie — à la fin du XVIIIe siècle. Symbole de cette renaissance, la dépêche est envoyée depuis la citadelle de Varsovie où périrent ou furent faits prisonniers de nombreux combattants pour l’indépendance, dont le signataire de la dépêche, le commandant en chef des armées Józef Piłsudski.
En 1963, date du 100ème anniversaire de l'insurrection polonaise de janvier 1863, le 10e Pavillon et ses environs deviennent accessibles aux visiteurs. A présent, le musée est une filiale du Musée de l'Indépendance.
Depuis 2017, la citadelle de Varsovie abrite également le Musée Katyń, un lieu commémorant le massacre de 21 768 officiers polonais exécutés par la police secrète soviétique en 1940. Il est situé dans la partie sud de la citadelle, à des centaines de kilomètres de l’endroit où furent assassinés les officiers polonais. Les architectes ont utilisé les douves de la citadelle de Varsovie pour évoquer la forêt de Katyń, l'armurerie et l'arsenal de l'ancienne forteresse font le reste.
Le musée traite également de la période post-Katyń où les familles sont empêchées de chercher la vérité sur ce massacre. Les Soviétiques ont toujours nié leur responsabilité. Ce n'est qu'en 1992 que Boris Eltsine reconnaît le massacre de Katyń face à Lech Wałęsa, président de la Pologne et héros national du mouvement Solidarność.
Au début de l'automne 2023 s'est ouvert dans la citadelle le Musée de l'histoire de la Pologne. Datant du début du XXIe siècle, ce projet relancé par le gouvernement conservateur PIS a abouti juste avant les élections d'octobre 2023.